# Júnior Brumado
José Francisco dos Santos Júnior dit Júnior Brumado, né le 15 mai 1999 à Brumado au Brésil, est un footballeur brésilien qui évolue au poste d'avant-centre au Coritiba FC, en prêt du FC Midtjylland.

## Biographie

### EC Bahia
Natif de Brumado au Brésil, Júnior Brumado est formé par l'EC Bahia. Il joue son premier match dans le championnat brésilien le 17 juillet 2017, lors d'une rencontre face à l'Avaí FC (1-1 score final). Le 21 avril 2018, il inscrit son premier but en professionnel, face au Santos FC, en championnat. Il entre en jeu en cours de partie ce jour-là, et son but dans les tout derniers instants du match, permet à son équipe de remporter de justesse la rencontre (1-0).
Avec le club de Bahia, il participe à la Copa Sudamericana en 2018. Lors de cette compétition, il se met en évidence en inscrivant un but contre l'équipe bolivienne du Club Blooming. Bahia s'incline en quart de finale face à l'Athletico Paranaense, après une séance de tirs au but.

### FC Midtjylland
Le 30 janvier 2019, est annoncé le transfert de Júnior Brumado au club danois du FC Midtjylland. Il joue son premier match sous ses nouvelles couleurs le 14 avril 2019, lors d'une rencontre de championnat contre l'Odense BK. Il entre en jeu à la place de Mayron George et son équipe s'impose par deux buts à zéro.

### Silkeborg IF
Le 31 janvier 2020, Júnior Brumado est prêté jusqu'à la fin de la saison au Silkeborg IF, dans un échange avec Ronnie Schwartz, qui fait donc le chemin inverse.
Il inscrit son premier but dans le championnat du Danemark le 9 mars 2020, lors de la réception de l'AGF Århus (victoire 2-1).

### Retour au FC Midtjylland
Juste avant la saison 2020-2021, Brumado fait son retour au FC Midtjylland. Il inscrit son premier but pour le club le 26 août 2020, lors d'une rencontre qualificative pour la Ligue des champions 2020-2021 face au PFK Ludogorets Razgrad. Cette réalisation, après être entré en jeu, permet à son équipe de remporter la partie (0-1) et d'ainsi accéder au tour suivant.
Le 3 octobre 2021, Júnior Brumado se fait remarquer lors d'une rencontre de championnat face à l'AGF Aarhus en réalisant son premier triplé. Titulaire, il contribue à la victoire de son équipe par quatre buts à zéro.

### Hansa Rostock
Le 1er septembre 2023, Júnior Brumado rejoint l'Allemagne et le club du FC Hansa Rostock sous la forme d'un prêt d'une saison.

## Palmarès
FC Midtjylland
- Coupe du Danemark
  - Vainqueur en 2022.